# Jurij Putrasz
Jurij Wołodymyrowycz Putrasz, ukr. Юрій Володимирович Путраш (ur. 29 stycznia 1990 w Miżhirja w obwodzie zakarpackim) – ukraiński piłkarz, grający na pozycji obrońcy.

## Kariera piłkarska

### Kariera klubowa
Wychowanek SDJuSzOR Użhorod, barwy której bronił w juniorskich mistrzostwach Ukrainy (DJuFL). Następnie występował w drużynach rezerw Zakarpattia Użhorod i Metałurha Donieck. Karierę piłkarską rozpoczął 20 lipca 2008 w składzie Nywy Tarnopol. Podczas przerwy zimowej sezonu 2009/10 klub przeniósł się do Obołoni Kijów. 31 sierpnia 2011 przeszedł do Tawrii Symferopol. 23 lipca 2014 podpisał 3-letni kontrakt z Czornomorcem Odessa. 1 lipca 2015 przeszedł do Metałurha Donieck, a po jego rozformowaniu wkrótce przeniósł się do Stali Dnieprodzierżyńsk. 29 stycznia 2016 przeniósł się do FK Ołeksandrija. Latem 2017 opuścił klub z Oleksandrii. 19 lutego 2018 zasilił skład Akżajyka Orał. 8 czerwca 2018 opuścił kazachski klub. 3 września 2018 podpisał kontrakt z FK Lwów. 12 grudnia 2018 opuścił lwowski klub, a 8 lutego 2019 został piłkarzem FK Mynaj.

### Kariera reprezentacyjna
Występował w młodzieżowej reprezentacji Ukrainy.

## Sukcesy

### Sukcesy klubowe
- mistrz Ukraińskiej Drugiej Ligi: 2009